# Derby Catania-Messina
Il derby Catania-Messina è una sfida tra le due compagini calcistiche che rappresentano le città di Catania e di Messina, le due maggiori città per popolazione della Sicilia orientale. 
Il Catania ed il Messina si sono affrontate per 88 volte negli incontri ufficiali ed è pertanto il più frequente tra i derby di Sicilia disputati. Il primo incontro ufficiale tra le due formazioni siciliane risale alla stagione 1930-31, in Prima Divisione, conclusosi con la vittoria in casa dei giallorossi per 1-0, e che al ritorno vide la vittoria casalinga dei rossoazzurra per 2-1. Sei incontri tra le due formazioni si sono disputati in Serie A, il primo dei quali nella stagione 1963-64, con la vittoria per 2-0 dei rossoazzurri al Cibali, terminato invece in parità al ritorno sul punteggio di 0-0 sul campo dei peloritani.

## Storia
La città di Messina vanta assieme a Palermo la tradizione calcistica più antica della Sicilia, poiché al 1900 risale la fondazione di un primo sodalizio, il Messina Football Club, i cui colori sociali erano il bianco e il blu, per merito di soci stranieri, in prevalenza inglesi. Le attività della nuova compagine furono inizialmente a carattere episodico, e disputò inizialmente solo amichevoli, la prima delle quali a Palermo contro l'Anglo Palermitan Athletic and Football Club. Il 2 maggio 1901, la formazione peloritana, cui presidente era Walter F. Becker, e allenatore e capitano F. L. Padgett, ambedue inglesi, disputò al campo di San Raineri un incontro amichevole contro lo Royal Yacht Catania, terminato sul punteggio di 1-1. Detto evento, può essere considerato un antesignano dei numerosi incontri di calcio che verranno disputati nei decenni a venire tra una formazione messinese ed una formazione catanese. 
A Catania lo sviluppo di un movimento calcistico fu più ritardato rispetto a quanto avvenne a Palermo e Messina, e si verificò nel 1908 con la costituzione dell'ASEF Pro Patria, presieduta dal cavaliere Francesco Sturzo d'Altobrando, e guidata dal barone Gaetano Ventimiglia, il quale raccolse attorno a sé un primo nucleo di giocatori provenienti dal Messina Football Club, vale a dire Giuseppe Gismondo, Stellario Gregorio ed Enzo Messina. Costoro furono superstiti al terribile terremoto di Messina del 1908, che aveva decimato la popolazione della città dello Stretto, nonché ucciso gran parte dei componenti della locale squadra di calcio. Dall'ASEF Pro Patria nel 1910 fu costituita l'Unione Sportiva Catanese, e nell'anno medesimo, a Messina veniva fondata la sezione calcistica della Società Ginnastica Garibaldi (attiva dal 1885), che prese il posto del disciolto Messina Football Club.
Il primo incontro ufficiale tra il Catania e il Messina si disputò il 7 dicembre 1930, nel girone E di Prima Divisione, sul campo dei peloritani, conclusosi per 1-0 in favore dei padroni di casa con goal di Ferretti su calcio di rigore. La gara di ritorno, disputata in casa degli etnei il 5 aprile 1931, fu favorevole a questi ultimi che si imposero con il risultato di 2-1, con le reti rossoazzurre di Bertola e Bergia, e quella giallorossa di Bruni. L'annata successiva, nella stagione 1931-32, in cui il Messina conquistò la prima storica promozione in Serie B, vide la vittoria casalinga dei giallorossi per 6-3 nella gara d'andata, e quella casalinga dei rossoazzurri per 4-1 nella gara di ritorno. Le due formazioni si affrontarono nuovamente nella stagione 1934-35, in Serie B: il primo incontro nella serie cadetta disputatosi tra le due formazioni avvenne il 20 gennaio 1935, nella tredicesima giornata del girone d'andata, che vide la vittoria casalinga del Catania per 3-2, con le reti rossoazzurre di Nicolosi (doppietta) e Bianzino, e quelle giallorosse di Gerbi e di Ferretti su rigore. Nella partita di ritorno disputata il 19 maggio al Gazzi, vinse il Messina per 3-0 con l'autorete del rossoazzurro Bedendo, e le reti di Gerbi e Ferretti.
Nella stagione 1936-37, il Catania sconfisse il Messina sia nella partita di andata in casa che in quella di ritorno in trasferta con il medesimo punteggio di 2-1, ma le due formazioni siciliane piazzatesi ex aequo nella classifica finale con 28 punti assieme a Pro Vercelli e Venezia dovettero ricorrere agli spareggi per la permanenza in Serie B: il 4 luglio 1937, nella semifinale disputata sul campo neutro di Palermo, il Messina sconfisse il Catania per 2-0 con le reti di Gardini e Gerbi, ottenendo così la salvezza. In quella stagione, il Catania retrocesse in Serie C avendo perso la finale tra perdenti contro il Venezia, disputatasi l'11 luglio sul neutro di Roma, con il punteggio di 4-0 per i lagunari. La stagione successiva, retrocesse in terza serie anche il Messina, piazzatosi all'ultimo posto in classifica, e le uniche occasioni in cui le due formazioni si affrontarono prima dello scoppio della seconda guerra mondiale furono nella stagione 1938-39, dove sia nella partita di andata che in quella di ritorno ci fu parità rispettivamente coi punteggi di 1-1 e 0-0.
Nel dopoguerra, si assistette alla rifondazione nel 1946 del club rossoazzurro con il nome di Club Calcio Catania (poi semplicemente Calcio Catania), e l'anno seguente, nel 1947 del club giallorosso con il nome di Associazioni Calcio Riunite Messina. Le due formazioni si affrontarono in quattro occasioni in Serie C tra le stagioni 1947-48 e 1948-49, e in Serie B in diciotto incontri disputati tra le stagioni 1950-51 e 1959-60, eccetto che nella stagione 1954-55, in cui il Catania partecipò al suo primo campionato di Serie A. Alla stagione 1953-54, in Serie B, risale l'ultima vittoria del Messina ottenuta in casa del Catania fino ai nostri giorni: i giallorossi vinsero per 1-3 con doppietta di Maselli e autorete dell'etneo Fusco, e rete rossoazzurra di Klein su rigore.
Alla stagione 1960-61 risale la prima sfida tra le due compagini in Coppa Italia: il 18 settembre 1960, allo Stadio Cibali, nel secondo turno di Coppa, il Messina si impose per 1-2 sul Catania, con le reti giallorosse di Alicata e Landoni, e quella rossoazzurra di Castellazzi. L'annata successiva, il 1961-62, le due squadre si affrontarono nuovamente al secondo turno di Coppa, dove furono gli etnei a prevalere sui peloritani con il risultato di 1-0 con rete di Ferrigno.
Nella stagione 1963-64, per la prima volta sia il Catania che il Messina militavano contemporaneamente in Serie A. Per i rossoazzurri si trattava della quarta partecipazione al torneo di massima serie, diversamente che per i giallorossi neopromossi dalla Serie B che vi parteciparono per la prima volta nella loro storia. Il primo incontro tra le due compagini nella massima serie si disputò al Cibali il 19 gennaio 1964 alla nona giornata d'andata, e si concluse con la vittoria del Catania per 2-0 con le reti di Miranda e Danova. Arbitro nella gara d'andata fu il siracusano Concetto Lo Bello. La partita di ritorno disputatasi il 22 marzo al Celeste, si concluse in parità con il punteggio di 0-0. La stagione seguente, nel stagione 1964-65, alla quinta giornata d'andata, il Messina si impose per 2-1 in casa sui rossoazzurri, mentre nella partita di ritorno vinse il Catania per 4-2. In quella stagione, la formazione peloritana fece ritorno tra i cadetti, e le due squadre si affrontarono nuovamente solo nella stagione 1966-67, nella quale anche quella etnea vi fece ritorno.
Nella stagione 1986-87, in Serie B, quello tra le due squadre non fu solo un derby siciliano, ma anche un "derby familiare", poiché il Catania era di proprietà di Angelo Massimino e il Messina di proprietà del fratello minore Salvatore. In detta stagione, al termine della quale si vide la retrocessione del Catania in Serie C1, i rossoazzurri vinsero la gara d'andata in casa per 1-0 con la rete di Sorbello, mentre il ritorno in casa dei giallorossi si concluse in parità per 0-0. Nel corso degli anni novanta, anche a causa del diverso cammino delle due squadre, sempre meno furono i derby disputati, tuttavia però, nella stagione 1998-99, nel girone C di Serie C2, il Catania e il Messina si affrontarono sia in campionato che in Coppa Italia di Serie C: di particolare rilevanza fu la partita della trentunesima giornata di campionato, il 25 aprile 1999, dove in un gremito Stadio Cibali il Catania prevalse per 1-0 con rete siglata negli ultimi minuti di gioco da Manca, e che risultò determinante per i rossoazzurri ai fini della vittoria finale e della promozione diretta in Serie C1. Gli altri tre incontri disputati dalle due formazioni si erano conclusi tutti col risultato di parità per 0-0. Ai quarti di Coppa Italia di Serie C, i giallorossi si imposero nella gara di ritorno in casa grazie ai calci di rigore. In quella stagione, Catania e Messina erano indubbiamente le squadre più forti del torneo, ma la formazione peloritana, piazzatasi al secondo posto nella stagione regolare alle spalle di quella etnea e ad un solo punto, non riuscì però a vincere i playoff, sconfitta in finale dal Benevento.
Nella stagione 2000-01, nel girone B di Serie C1, similmente alla stagione 1998-99 in quarta serie, le due formazioni sicule si affrontarono in quattro occasioni, nella stagione regolare, in cui i rossoazzurri si imposero sia all'andata al Cibali che al ritorno al Celeste, con il punteggio di 4-0 e 0-2, e nei playoff. Al termine della stagione regolare il Catania e il Messina si pazzarono rispettivamente al terzo e al secondo posto, e le due formazioni si affrontarono in finale dei playoff: nella partita di andata al Cibali, il risultato di fu 1-1, con le reti di Ambrosi su rigore per i padroni di casa e di Marra per gli ospiti; nella partita di ritorno al Celeste vinse il Messina per 1-0 con rete di Sullo, che ottenne la promozione in Serie B. Questa partita, disputata il 17 giugno 2001, è nota per i disordini scoppiati prima del fischio d'inizio: due bombe carta lanciate dalla tribunetta "Valeria", settore che ospitava i tifosi del Catania, colpirono la Curva Nord e ferirono sette tifosi messinesi, di cui uno in modo grave, caduto in coma e deceduto dopo 15 giorni di ricovero in prognosi riservata al Policlinico. All'epoca dei fatti, vennero indagati un ultrà catanese minorenne, successivamente scarcerato, e altre sette persone, quattro tifosi del Catania e tre del Messina, denunciati dalla DIGOS.
Nella stagione 2006-07, Catania e Messina si affrontarono per l'ultima volta in Serie A, in cui finì in pareggio sia all'andata sul campo degli etnei (2-2) che al ritorno sul campo dei peloritani. Al termine di quella stagione, il Catania riuscì a mantenere la permanenza in massima serie, mentre il Messina, ultimo in classifica, retrocesse in Serie B. 
L'ultimo incontro ufficiale tra le due compagini risale alla stagione 2021-22, in Serie C, nell'ultima giornata d'andata, conclusasi per 2-2 al San Filippo. La gara di ritorno al Massimino non è stato possibile giocarla poiché in quella stagione il Catania, a poche giornate dalla conclusione della stagione regolare, veniva escluso dal torneo per motivi finanziari. L'esclusione del Catania consentiva peraltro al Messina, in lotta per non retrocedere, di evitare i playout per la salvezza poiché la classifica risultava modificata.

## Incontri ufficiali
| Nº | Data       | Stadio                  | Competizione                              | Casa    | Risultato       | Trasferta | Marcatori Catania                            | Marcatori Messina                                                      | Referto | Arbitro                          | Spettatori |
| -- | ---------- | ----------------------- | ----------------------------------------- | ------- | --------------- | --------- | -------------------------------------------- | ---------------------------------------------------------------------- | ------- | -------------------------------- | ---------- |
| 1  | 07/12/1930 | Campo Enzo Geraci       | Prima Divisione 1930-1931                 | Messina | 1 - 0           | Catania   |                                              | 72' Ferretti                                                           |         | De Crescenzo di Napoli           |            |
| 2  | 05/04/1931 | Campo dei cent'anni     | Prima Divisione 1930-1931                 | Catania | 2 - 1           | Messina   | 31' Bertola, 40' Bergia                      | 52' Bruni                                                              |         | Taddei di Reggio Emilia          |            |
| 3  | 11/10/1931 | Campo Nuovo             | Prima Divisione 1931-1932                 | Messina | 6 - 3           | Catania   | 9' Bergia, 32', 57' Pogliano                 | 22', 74' Borgo I, 42' Re, 44' Borgo II, 79' Mandosso, 86' Cevenini III |         | Ciamberlini di Genova            |            |
| 4  | 07/02/1932 | Campo dei cent'anni     | Prima Divisione 1931-1932                 | Catania | 4 - 1           | Messina   | 19', 29' Cini, 39' Pogliano, 74' Paolillo    | 82' (aut.) Corbyons                                                    |         | Turbiani di Ferrara              |            |
| 5  | 20/01/1935 | Campo dei cent'anni     | Serie B 1934-1935                         | Catania | 3 - 2           | Messina   | 46', 47' Nicolosi, 71' Bianzino              | 72' Gerbi, 88' (rig.) Ferretti I                                       |         | Mazzarini di Roma                |            |
| 6  | 19/05/1935 | Campo Nuovo             | Serie B 1934-1935                         | Messina | 3 - 0           | Catania   |                                              | 45' (aut.) Bedendo, 75' Gerbi, 85' Ferretti I                          |         | Dattilo di Roma                  |            |
| 7  | 27/10/1935 | Campo Nuovo             | Serie B 1935-1936                         | Messina | 1 - 0           | Catania   |                                              | 56' (rig.) Ferretti I                                                  |         | Conticini di Firenze             |            |
| 8  | 08/03/1936 | Campo dei cent'anni     | Serie B 1935-1936                         | Catania | 1 - 0           | Messina   | 74' (rig.) Nicolosi                          |                                                                        |         | Ghilardi di Bologna              |            |
| 9  | 18/10/1936 | Campo dei cent'anni     | Serie B 1936-1937                         | Catania | 2 - 1           | Messina   | 10', 60' Brossi                              | 24' Gardini                                                            |         | Mazza di Torre del Greco         |            |
| 10 | 21/02/1937 | Campo Nuovo             | Serie B 1936-1937                         | Messina | 1 - 2           | Catania   | 44' (rig.), 63' Nicolosi                     | 69' Villotti                                                           |         | Carminati di Milano              |            |
| 11 | 06/06/1937 | Campo dei cent'anni     | Serie B 1936-1937 (spareggio salvezza)    | Catania | 2 - 1           | Messina   | 23', 71' Brossi                              | 15' Gerbi                                                              |         | Caironi di Milano                |            |
| 12 | 27/06/1937 | Campo Nuovo             | Serie B 1936-1937 (spareggio salvezza)    | Messina | 4 - 3           | Catania   | 49', 77' Pandolfini, 55' Nicolosi            | 36' Gardini, 46' Villotti, 65' Viani I, 68' Ferretti I                 |         | Dattilo di Roma                  |            |
| 13 | 04/07/1937 | Stadio del Littorio     | Serie B 1936-1937 Spareggio Semifinale    | Messina | 2 - 0           | Catania   |                                              | 12' Gardini, 15' Gerbi                                                 |         | Mazzarini di Roma                |            |
| 14 | 27/11/1938 | Stadio Cibali           | Serie C 1938-1939                         | Catania | 1 - 1           | Messina   | 25' Ravizzoli                                | 60' Gè                                                                 |         | Laterza di Napoli                |            |
| 15 | 12/03/1939 | Campo Nuovo             | Serie C 1938-1939                         | Messina | 0 - 0           | Catania   |                                              |                                                                        |         | Di Nanni di Napoli               |            |
| 16 | 24/11/1946 | Stadio Gazzi            | Serie C Sud 1946-1947                     | Messina | 0 - 0           | Catania   |                                              |                                                                        |         | Riolo di Palermo                 |            |
| 17 | 23/03/1947 | Stadio Cibali           | Serie C Sud 1946-1947                     | Catania | 1 - 1           | Messina   | 10' Barbiani                                 | 67' Caltagirone                                                        |         | Gentile di Catanzaro             |            |
| 18 | 11/01/1948 | Stadio Cibali           | Serie C 1947-1948                         | Catania | 1 - 1           | Messina   | 45' Ardesi                                   | 34' Parini                                                             |         | Lo Cascio di Palermo             |            |
| 19 | 02/05/1948 | Stadio Gazzi            | Serie C 1947-1948                         | Messina | 0 - 3           | Catania   | 10' Calvani, 65' Cadei, 85' Prevosti         |                                                                        |         | Marchese di Frattamaggiore       |            |
| 20 | 02/01/1949 | Stadio Cibali           | Serie C 1948-1949                         | Catania | 0 - 0           | Messina   |                                              |                                                                        |         | Paudice di San Giorgio a Cremano |            |
| 21 | 22/05/1949 | Stadio Gazzi            | Serie C 1948-1949                         | Messina | 1 - 1           | Catania   | 78' (rig.) Bossi                             | 6' (aut.) Molon                                                        |         | Mosca di Napoli                  |            |
| 22 | 17/12/1950 | Stadio Giovanni Celeste | Serie B 1950-1951                         | Messina | 1 - 1           | Catania   | 79' Randon                                   | 58' Voogt                                                              |         | Maurelli di Roma                 |            |
| 23 | 13/05/1951 | Stadio Cibali           | Serie B 1950-1951                         | Catania | 1 - 2           | Messina   | 88' (rig.) Brondi                            | 21' (rig.) Koenig, 71' Marchetto                                       |         | Caputi di Napoli                 |            |
| 24 | 18/11/1951 | Stadio Gazzi            | Serie B 1951-1952                         | Messina | 0 - 0           | Catania   |                                              |                                                                        |         | Marchetti di Milano              |            |
| 25 | 13/04/1952 | Stadio Cibali           | Serie B 1951-1952                         | Catania | 0 - 1           | Messina   |                                              | 32' Colomban                                                           |         | Rigato di Mestre                 |            |
| 26 | 16/11/1952 | Stadio Giovanni Celeste | Serie B 1952-1953                         | Messina | 1 - 0           | Catania   |                                              | 88' Brach                                                              |         | Silvano di Torino                |            |
| 27 | 22/03/1953 | Stadio Cibali           | Serie B 1952-1953                         | Catania | 2 - 1           | Messina   | 35' (aut.) Cardano, 71' Quoiani              | 67' Mannocci                                                           |         | Marchese di Napoli               |            |
| 28 | 22/11/1953 | Stadio Giovanni Celeste | Serie B 1953-1954                         | Messina | 0 - 1           | Catania   | 73' Bassetti                                 |                                                                        |         | Marchetti di Milano              |            |
| 29 | 04/04/1954 | Stadio Cibali           | Serie B 1953-1954                         | Catania | 1 - 3           | Messina   | 81' (rig.) Klein                             | 59' (aut.) Fusco, 61', 89' Maselli                                     |         | Marchese di Napoli               |            |
| 30 | 15/01/1956 | Stadio Giovanni Celeste | Serie B 1955-1956                         | Messina | 0 - 1           | Catania   | 42' Klein                                    |                                                                        |         | Perego di Milano                 |            |
| 31 | 27/05/1956 | Stadio Cibali           | Serie B 1955-1956                         | Catania | 2 - 0           | Messina   | 12' Fontana, 84' Bassetti                    |                                                                        |         | Piemonte di Monfalcone           |            |
| 32 | 21/10/1956 | Stadio Cibali           | Serie B 1956-1957                         | Catania | 1 - 0           | Messina   | 5' Bicicli                                   |                                                                        |         | Annoscia di Bari                 |            |
| 33 | 10/03/1957 | Stadio Giovanni Celeste | Serie B 1956-1957                         | Messina | 1 - 3           | Catania   | 31', 70'. 84' Patino                         | 52' Nicoletti                                                          |         | Ferrari di Milano                |            |
| 34 | 20/10/1957 | Stadio Cibali           | Serie B 1957-1958                         | Catania | 1 - 0           | Messina   | 52' Patino                                   |                                                                        |         | Angelini di Firenze              |            |
| 35 | 02/03/1958 | Stadio Giovanni Celeste | Serie B 1957-1958                         | Messina | 0 - 2           | Catania   | 34' Caroli, 75' Patino                       |                                                                        |         | Boati di Milano                  |            |
| 36 | 15/12/1946 | Stadio Giovanni Celeste | Serie B 1958-1959                         | Messina | 0 - 0           | Catania   |                                              |                                                                        |         | Babini di Ravenna                |            |
| 37 | 03/05/1959 | Stadio Cibali           | Serie B 1958-1959                         | Catania | 2 - 1           | Messina   | 38' Toros, 88' Prenna                        | 29' Alicata                                                            |         | Lo Bello di Siracusa             |            |
| 38 | 01/11/1959 | Stadio Cibali           | Serie B 1959-1960                         | Catania | 2 - 0           | Messina   | 3' Biagini, 43' Macor                        |                                                                        |         | Lo Bello di Siracusa             |            |
| 39 | 20/03/1960 | Stadio Giovanni Celeste | Serie B 1959-1960                         | Messina | 0 - 0           | Catania   |                                              |                                                                        |         | Rebuffo di Milano                |            |
| 40 | 18/09/1960 | Stadio Cibali           | Coppa Italia 1960-1961                    | Catania | 1 - 2           | Messina   | 49' Castellazzi                              | 15' Alicata, 79' Landoni                                               |         | Di Tonno di Lecce                | 12.000     |
| 41 | 15/10/1961 | Stadio Cibali           | Coppa Italia 1961-1962                    | Catania | 1 - 0           | Messina   | 87' Ferrigno                                 |                                                                        |         | Lo Bello di Siracusa             |            |
| 42 | 03/11/1963 | Stadio Cibali           | Serie A 1963-1964                         | Catania | 2 - 0           | Messina   | 1' Miranda, 62' Danova                       |                                                                        |         | Lo Bello di Siracusa             |            |
| 43 | 22/03/1964 | Stadio Giovanni Celeste | Serie A 1963-1964                         | Messina | 0 - 0           | Catania   |                                              |                                                                        |         | Rigato di Mestre                 |            |
| 44 | 11/10/1964 | Stadio Giovanni Celeste | Serie A 1964-1965                         | Messina | 2 - 1           | Catania   | 21' Facchin                                  | 10' Bagatti, 69 (rig.) Landri                                          |         | Lo Bello di Siracusa             |            |
| 45 | 21/02/1965 | Stadio Cibali           | Serie A 1964-1965                         | Catania | 4 - 2           | Messina   | 3' Rozzoni, 25', 36' Magi, 74' Calvanese     | 18' Gioia, 87 (rig.) Bagatti                                           |         | Lo Bello di Siracusa             |            |
| 46 | 20/11/1966 | Stadio Giovanni Celeste | Serie B 1966-1967                         | Messina | 0 - 0           | Catania   |                                              |                                                                        |         | Acernese di Roma                 |            |
| 47 | 23/04/1967 | Stadio Cibali           | Serie B 1966-1967                         | Catania | 1 - 1           | Messina   | 44' Girol                                    | 83' La Rosa                                                            |         | Acernese di Roma                 |            |
| 48 | 31/12/1967 | Stadio Giovanni Celeste | Serie B 1967-1968                         | Messina | 0 - 2           | Catania   | 65' Fara, 86' Gavazzi                        |                                                                        |         | D'Agostini di Roma               |            |
| 49 | 26/05/1968 | Stadio Cibali           | Serie B 1967-1968                         | Catania | 0 - 0           | Messina   |                                              |                                                                        |         | De Marchi di Pordenone           |            |
| 50 | 13/10/1974 | Stadio Cibali           | Serie C 1974-1975                         | Catania | 2 - 0           | Messina   | 32', 52' Malaman                             |                                                                        |         | Milan di Treviso                 |            |
| 51 | 12/02/1975 | Stadio Giovanni Celeste | Coppa Italia Semiprofessionisti 1974-1975 | Messina | 1 - 1           | Catania   | 19' Colombo                                  | 53' Picat Re                                                           | [ 27 ]  | Longhi di Roma                   |            |
| 52 | 02/03/1975 | Stadio Giovanni Celeste | Serie C 1974-1975                         | Messina | 2 - 1           | Catania   | 17' Angelozzi                                | 34', 67' Tripepi                                                       |         | Chiapponi di Livorno             |            |
| 53 | 19/03/1975 | Stadio Cibali           | Coppa Italia Semiprofessionisti 1974-1975 | Catania | 3 - 0           | Messina   | 35' (aut.) Lissi, 49' Angelozzi, 75' Poletto |                                                                        | [ 27 ]  | R. Paparesta di Monopoli         |            |
| 54 | 29/08/1977 | Stadio Giovanni Celeste | Coppa Italia Semiprofessionisti 1977-1978 | Messina | 1 - 0           | Catania   |                                              | 49' (rig.) Musa                                                        | [ 28 ]  | Cherri di Macerata               |            |
| 55 | 07/07/1977 | Stadio Cibali           | Coppa Italia Semiprofessionisti 1977-1978 | Catania | 0 - 0           | Messina   |                                              |                                                                        | [ 28 ]  | Barreca di Reggio Calabria       |            |
| 56 | 26/08/1979 | Stadio Giovanni Celeste | Coppa Italia Semiprofessionisti 1979-1980 | Messina | 1 - 0           | Catania   |                                              | 75' Renzetti                                                           | [ 29 ]  | Lombardo di Marsala              |            |
| 57 | 09/09/1979 | Stadio Cibali           | Coppa Italia Semiprofessionisti 1979-1980 | Catania | 2 - 0           | Messina   | 1' Castagnini, 74' Barlassina                |                                                                        | [ 29 ]  | Altobelli di Roma                |            |
| 58 | 14/12/1986 | Stadio Cibali           | Serie B 1986-1987                         | Catania | 1 - 0           | Messina   | 20' Sorbello                                 |                                                                        |         | R. Paparesta di Bari             |            |
| 59 | 17/05/1987 | Stadio Giovanni Celeste | Serie B 1986-1987                         | Messina | 1 - 1           | Catania   | 40' Allievi                                  | 86' Napoli                                                             |         | Sguizzato di Verona              |            |
| 60 | 01/11/1992 | Stadio Cibali           | Serie C1 1992-1993                        | Catania | 2 - 0           | Messina   | 10' Pelosi, 42' Cipriani                     |                                                                        |         | Pacifici di Roma                 |            |
| 61 | 11/11/1992 | Stadio Giovanni Celeste | Coppa Italia Serie C 1992-1993            | Messina | 1 - 3           | Catania   | 25' Susi, 35' Cipriani, 70' Di Stefano       | 2' Putelli                                                             |         | Longo di Paola                   |            |
| 62 | 02/12/1992 | Stadio Cibali           | Coppa Italia Serie C 1992-1993            | Catania | 2 - 1           | Messina   | 67' Russo, 81' La Torre                      | 34' Vecchio                                                            |         | Fonisto di Napoli                |            |
| 63 | 28/03/1993 | Stadio Giovanni Celeste | Serie C1 1992-1993                        | Messina | 0 - 0           | Catania   |                                              |                                                                        |         | Gronda di Genova                 |            |
| 64 | 23/10/1994 | Stadio Giovanni Celeste | Campionato Nazionale Dilettanti 1994-1995 | Messina | 1 - 1           | Catania   | 23' M. Pellegrino                            | 88' (rig.) De Luca                                                     |         | Verrucci di Fermo                |            |
| 65 | 05/03/1995 | Stadio Cibali           | Campionato Nazionale Dilettanti 1994-1995 | Catania | 2 - 1           | Messina   | 17' P. Marino, 47' Del Vecchio               | 16' Orlandi                                                            |         | S. Ayroldi di Salerno            |            |
| 66 | 13/12/1998 | Stadio Giovanni Celeste | Serie C2 1998-1999                        | Messina | 0 - 0           | Catania   |                                              |                                                                        |         | Ciulli di Roma                   |            |
| 67 | 10/02/1999 | Stadio Cibali           | Coppa Italia Serie C 1998-1999            | Catania | 0 - 0           | Messina   |                                              |                                                                        |         | S. Ayroldi di Molfetta           |            |
| 68 | 05/03/1999 | Stadio Giovanni Celeste | Coppa Italia Serie C 1998-1999            | Messina | 0 - 0 (5-3 dtr) | Catania   |                                              |                                                                        |         | Saccani di Mantova               |            |
| 69 | 25/04/1999 | Stadio Cibali           | Serie C2 1998-1999                        | Catania | 1 - 0           | Messina   | 90+2' Manca                                  |                                                                        |         | Verrucci di Fermo                |            |

| Arbitro: | Lombardi (Lanciano) |

|                                                      |           |  |
| Recchi 5’ Muntasser 24’ U. Marino 73’ Capparella 87’ | Marcatori |  |

| Arbitro: | Rizzoli (Bologna) |

|  |           |                  |
|  | Marcatori | 29’, 86’ Ambrosi |

| Arbitro: | Girardi (San Donà di Piave) |

|                    |           |              |
| Ambrosi 43’ (rig.) | Marcatori | 84’ F. Marra |

| Arbitro: | Palanca (Roma) |

|                  |           |  |
| Sullo 53’ (rig.) | Marcatori |  |

| Arbitro: | G. Paparesta (Bari) |

|                              |           |                      |
| Portanova 12’ Calaiò 56’ 68’ | Marcatori | 33’ 74’ 82’ Oliveira |

| Arbitro: | G. Paparesta (Bari) |

|                   |           |             |
| Giacobbo 75’ Aut. | Marcatori | Campolo 71’ |

| Arbitro: | N. Ayroldi (Molfetta) |

|             |           |  |
| Nygaard 31’ | Marcatori |  |

| Arbitro: | Pieri (Lucca) |

|                                    |           |  |
| Di Napoli 30’ Sullo 62’ Giampà 66’ | Marcatori |  |

| Arbitro: | Farina (Novi Ligure) |

|                         |           |                          |
| Mascara 58’ Spinesi 61’ | Marcatori | 33’ Floccari 64’ Cordova |

| Arbitro: | G. Paparesta (Bari) |

|            |           |             |
| Zanchi 35’ | Marcatori | 60’ Mascara |

| Messina 15 novembre 2015, ore 14.30 11ª giornata Lega Pro 2015-2016 girone C 80º derby | Messina         | 0 – 0 referto | Catania | Stadio San Filippo (18 426 spett.)\| Arbitro: \| Amoroso (Paola) \| |
| Arbitro:                                                                               | Amoroso (Paola) |               |         |                                                                     |

| Arbitro: | Piccinini (Forlì) |

|                        |           |             |
| Calil 37’ Russotto 80’ | Marcatori | 50’ Gustavo |

| Arbitro: | Balice (Termoli) |

|               |           |              |
| Di Grazia 80’ | Marcatori | 45’ Pozzebon |

| Arbitro: | Fourneau (Roma) |

|                       |           |                          |
| Milinkovic 58’ (rig.) | Marcatori | 74’ Pozzebon 86’ Barišič |

| Arbitro: | Volpi (Arezzo) |

|                  |           |  |
| Madonia 27’, 79’ | Marcatori |  |

| Arbitro: | Gualtieri (Asti) |

|                              |           |                         |
| Rondinella 19’ Marginean 78’ | Marcatori | 74’ Albertini 80’ Šipoš |

| Arbitro: | De Angeli (Milano) |

|                     |           |            |
| Bočić 54’ Sarao 59’ | Marcatori | 90’ Ortisi |

| Arbitro: | Virgilio (Trapani) |

|              |           |  |
| Emmausso 71’ | Marcatori |  |

| Arbitro: | Delrio (Reggio Emilia) |

|                       |           |  |
| Di Carmine 25’ (rig.) | Marcatori |  |

## Statistiche
Statistiche aggiornate al 14 aprile 2024.

### Giocati a Catania
|                                     | Gare | Vittorie Catania | Pareggi | Vittorie Messina | Gol Catania | Gol Messina |
| Serie A                             | 3    | 2                | 1       | 0                | 8           | 4           |
| Serie B                             | 18   | 12               | 3       | 3                | 24          | 14          |
| Prima Divisione/Serie C/C1/Lega Pro | 14   | 8                | 6       | 0                | 24          | 8           |
| Serie C2                            | 1    | 1                | 0       | 0                | 1           | 0           |
| C.N.D.                              | 1    | 1                | 0       | 0                | 2           | 1           |
| Coppa Italia                        | 2    | 1                | 0       | 1                | 2           | 2           |
| Coppa Italia C                      | 6    | 4                | 2       | 0                | 9           | 2           |
| Totale                              | 45   | 29               | 12      | 4                | 70          | 31          |

### Giocati a Messina
|                                     | Gare | Vittorie Messina | Pareggi | Vittorie Catania | Gol Messina | Gol Catania |
| Serie A                             | 3    | 1                | 2       | 0                | 3           | 2           |
| Serie B                             | 18   | 5                | 7       | 6                | 19          | 19          |
| Prima Divisione/Serie C/C1/Lega Pro | 14   | 5                | 5       | 4                | 13          | 13          |
| Serie C2                            | 1    | 0                | 1       | 0                | 0           | 0           |
| C.N.D.                              | 1    | 0                | 1       | 0                | 1           | 1           |
| Coppa Italia                        | 0    | 0                | 0       | 0                | 0           | 0           |
| Coppa Italia C                      | 6    | 4                | 1       | 1                | 11          | 7           |
| Totale                              | 43   | 15               | 17      | 11               | 47          | 42          |

### Totale
|                                     | Gare | Vittorie Catania | Pareggi | Vittorie Messina | Gol Catania | Gol Messina |
| Serie A                             | 6    | 2                | 3       | 1                | 10          | 7           |
| Serie B                             | 37   | 18               | 10      | 9                | 43          | 35          |
| Prima Divisione/Serie C/C1/Lega Pro | 28   | 12               | 11      | 5                | 37          | 21          |
| Serie C2                            | 2    | 1                | 1       | 0                | 1           | 0           |
| C.N.D.                              | 2    | 1                | 1       | 0                | 3           | 2           |
| Coppa Italia                        | 2    | 1                | 0       | 1                | 2           | 2           |
| Coppa Italia C                      | 12   | 5                | 3       | 4                | 16          | 13          |
| Totale                              | 89   | 40               | 29      | 20               | 112         | 80          |